# Weferlingen
Weferlingen là một đô thị ở Börde huyện thuộc bang Sachsen-Anhalt, nước Đức. Đô thị Weferlingen có diện tích 16,94 km², dân số thời điểm ngày 31 tháng 12 năm 2006 là 2313 người. 